# Le Vagabond des Bois Maudits
Pour plus de détails, voir Fiche technique et Distribution.
Le Vagabond des Bois Maudits (Hound-Dog Man) est un film américain réalisé par Don Siegel, sorti en 1959.

## Fiche technique
- Titre original : Hound-Dog Man
- Titre français : Le Vagabond des Bois Maudits
- Réalisation : Don Siegel
- Scénario : Winston Miller d'après le roman de Fred Gipson
- Photographie : Charles G. Clarke
- Montage : Louis R. Loeffler
- Musique : Cyril J. Mockridge
- Pays d'origine : États-Unis
- Genre : comédie dramatique
- Date de sortie : 1959

## Distribution
- Fabian : Clint McKinney
- Stuart Whitman : Blackie Scantling
- Carol Lynley : Dony Wallace
- Arthur O'Connell : Aaron McKinney
- Dodie Stevens : Nita Stringer
- Betty Field : Cora McKinney
- Royal Dano : Fiddling Tom Waller
- Margo Moore : Susie Bell Payson
- Claude Akins : Hog Peyson
- Edgar Buchanan : Doc Cole
- Jane Darwell : Grandma Wilson
- L. Q. Jones : Dave Wilson
- Virginia Gregg : Amy Waller
- James Beck : Terminus Dooley
- Hope Summers : Jewell Crouch
- Harry Carter : Sol Fikes
- Tom Fadden : Ples Newton
- Herman Hack (non crédité)